# Actinote distincta
Actinote distincta är en fjärilsart som beskrevs av D'almeida 1922. Actinote distincta ingår i släktet Actinote och familjen praktfjärilar. Inga underarter finns listade i Catalogue of Life.